# Saint-Jean-Bonnefonds
Saint-Jean-Bonnefonds é uma comuna francesa na região administrativa de Auvérnia-Ródano-Alpes, no departamento de Loire. Estende-se por uma área de 11,59 km². Em 2010 a comuna tinha 6 696 habitantes (densidade: 577,7 hab./km²).